# ディナ・カミオネス
ディナ・カミオネス（スペイン語: DINA Camiones S.A. de C.V.）は、メキシコ、 イダルゴ州シウダ・サアグンに本拠を置くトラックとバスの製造を行う自動車メーカー。
1951年メキシコ政府によって設立される。1989年以降、グルーポ・エンプレサリアル（Grupo Empresarial G, S.A）のグループ企業となっている。フィアット、ルノー、フィクシブル、カミンズ、パーキンス、クライスラー、ナビスター、キャタピラー、スカニア、MCI、シュコダ、スパイサー、イートン、ダナなど大手自動車メーカーや部品メーカーと協力しトラックとバスの製造を行っている。現在は都市部や輸出向けバスとターミナル・トラクター製造を行っており、トラック製造に関してはBMW子会社の技術を利用し製造を行っている。

## 歴史
1951年、メキシコ政府の指示により財務省と公共信用省および経済省を通じ「Diesel Nacional SA」として設立される。1952年にディーゼル・ナシオナルはフィアットとの製造および技術支援に関し署名しており、最初に「682 / T」トラクターの製造が開始されており、その後、乗用車部門の製造へと規模が拡大している。旅客輸送部門では1956年に「モデル682 RN」バスの製造が開始されている。しかし、フィアットの製造コストが高いために1960年1月パートナーシップ契約が解除されており、ルノーとの契約を締結している。
1961年、アメリカのバスメーカーであるフィクシブルと提携し、ここで2種類のバス製造が行われている。
1962年にメキシコ政府は自動車業界に対し規制を設けており、貨物と旅客双方での車両や部品の輸入に関し輸入関税を設定している。この保護主義的政策によりディナは恩恵を受け30年に渡り国内市場で有利な立場であった。
1989年、コンソリシオ・グループ（Consorcio Grupo G SA de CV）に売却されたことで民営化が行われている。

## 製品

### 都市間バス[3]
- ランナー
- ランナーG
- ライナー
- ライナーG
- ブライター
- リンナー12
- ライダーE

### ターミナル・トラクター[3]
- ハスラー

## 画像

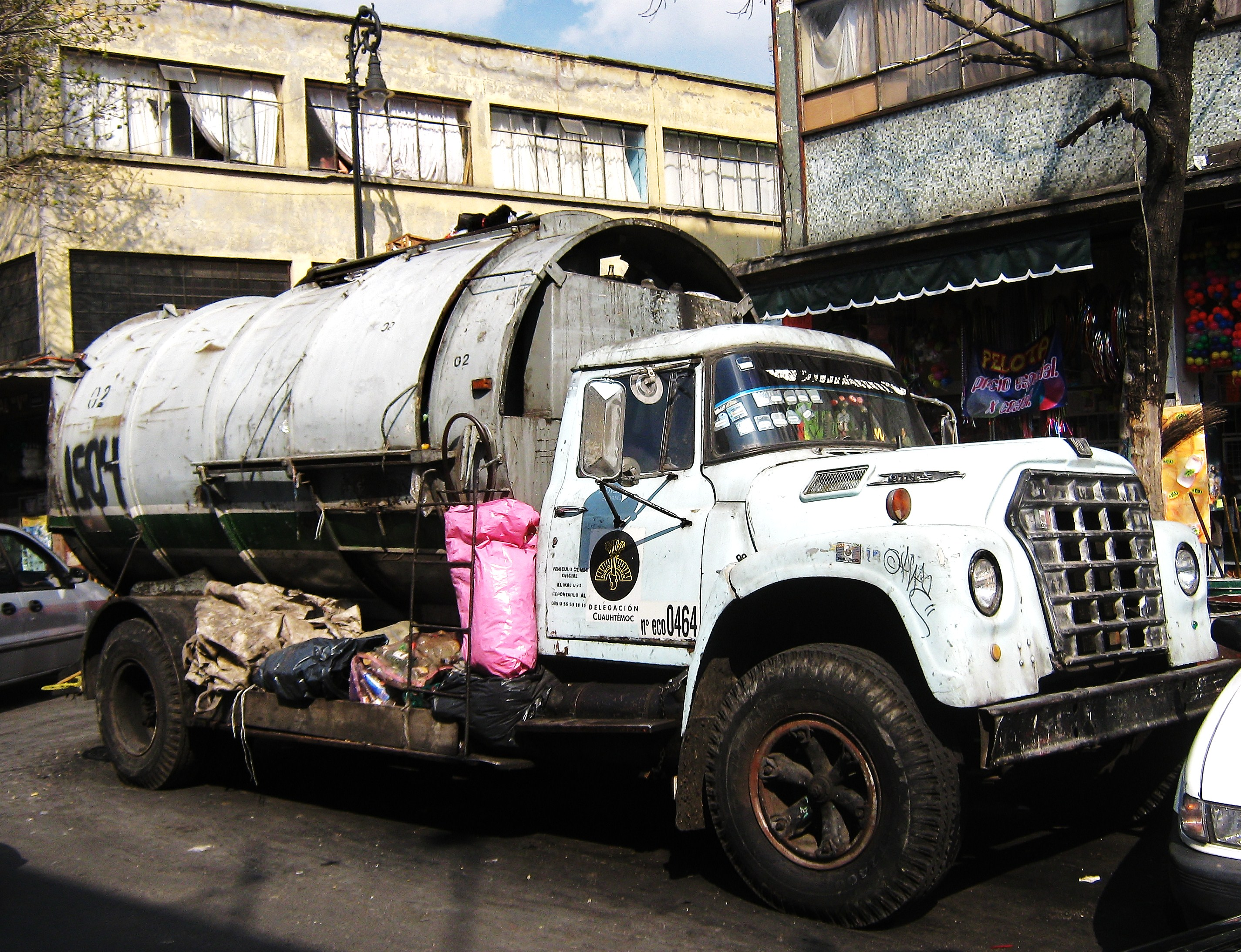
ゴミ収集車仕様のディナトラック
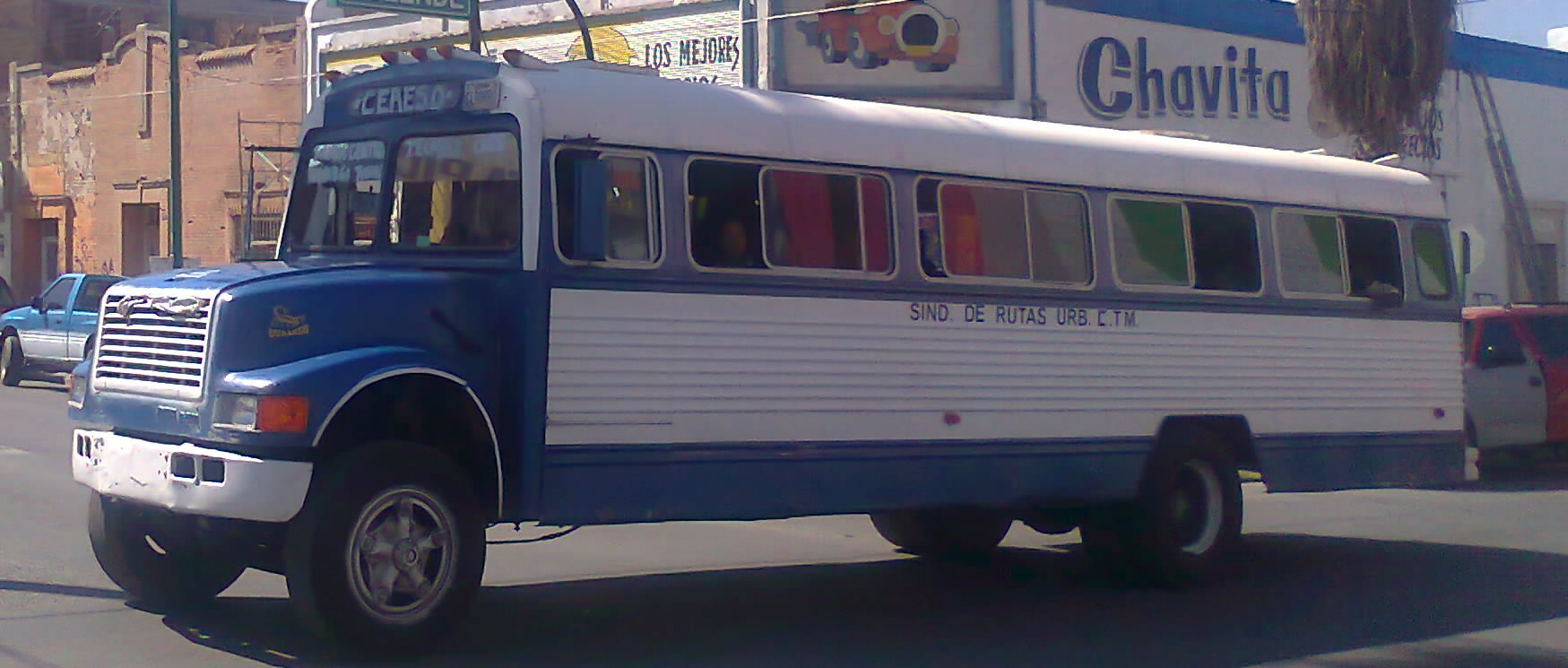
DINA-CAPREバス
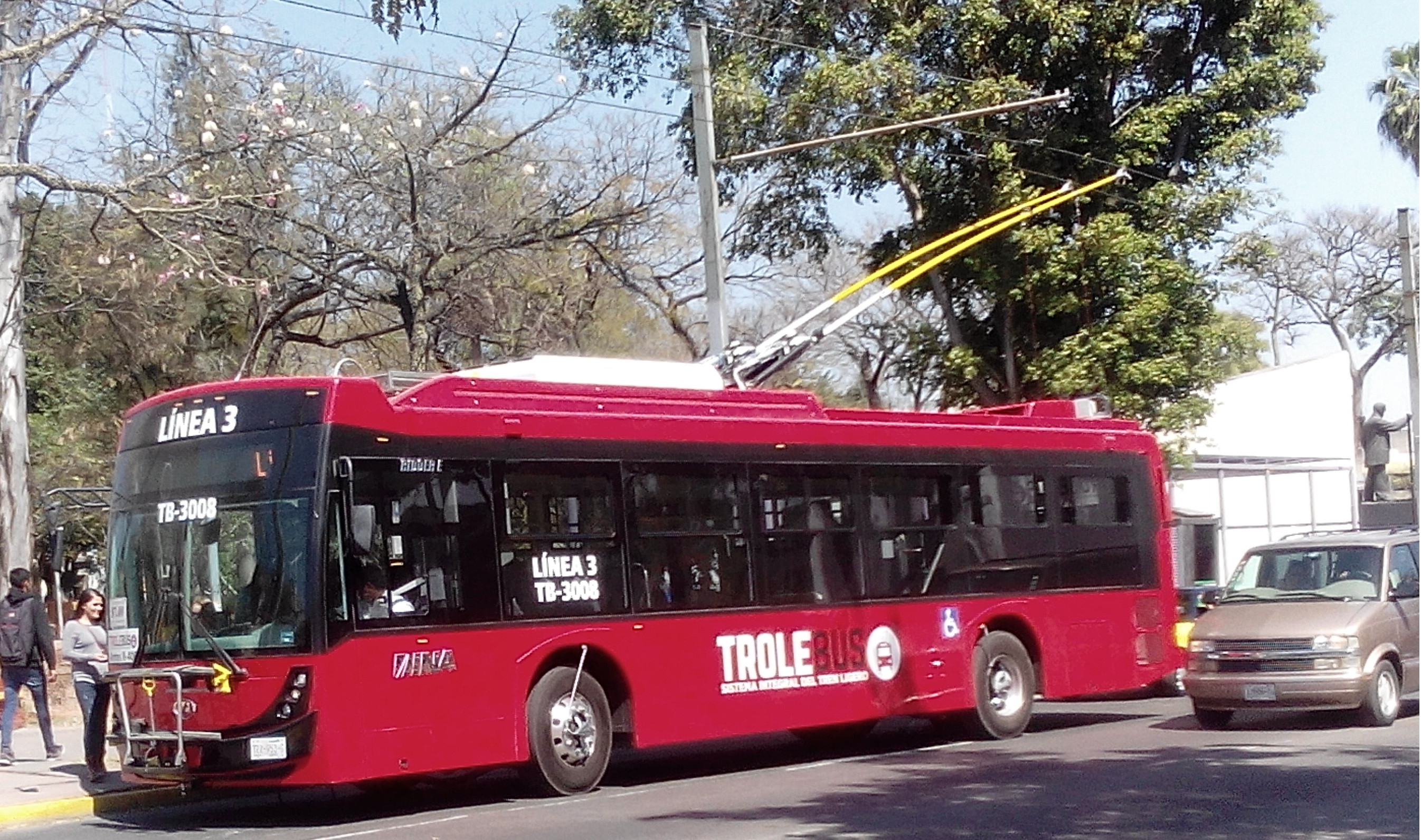
ディナトロリーバス
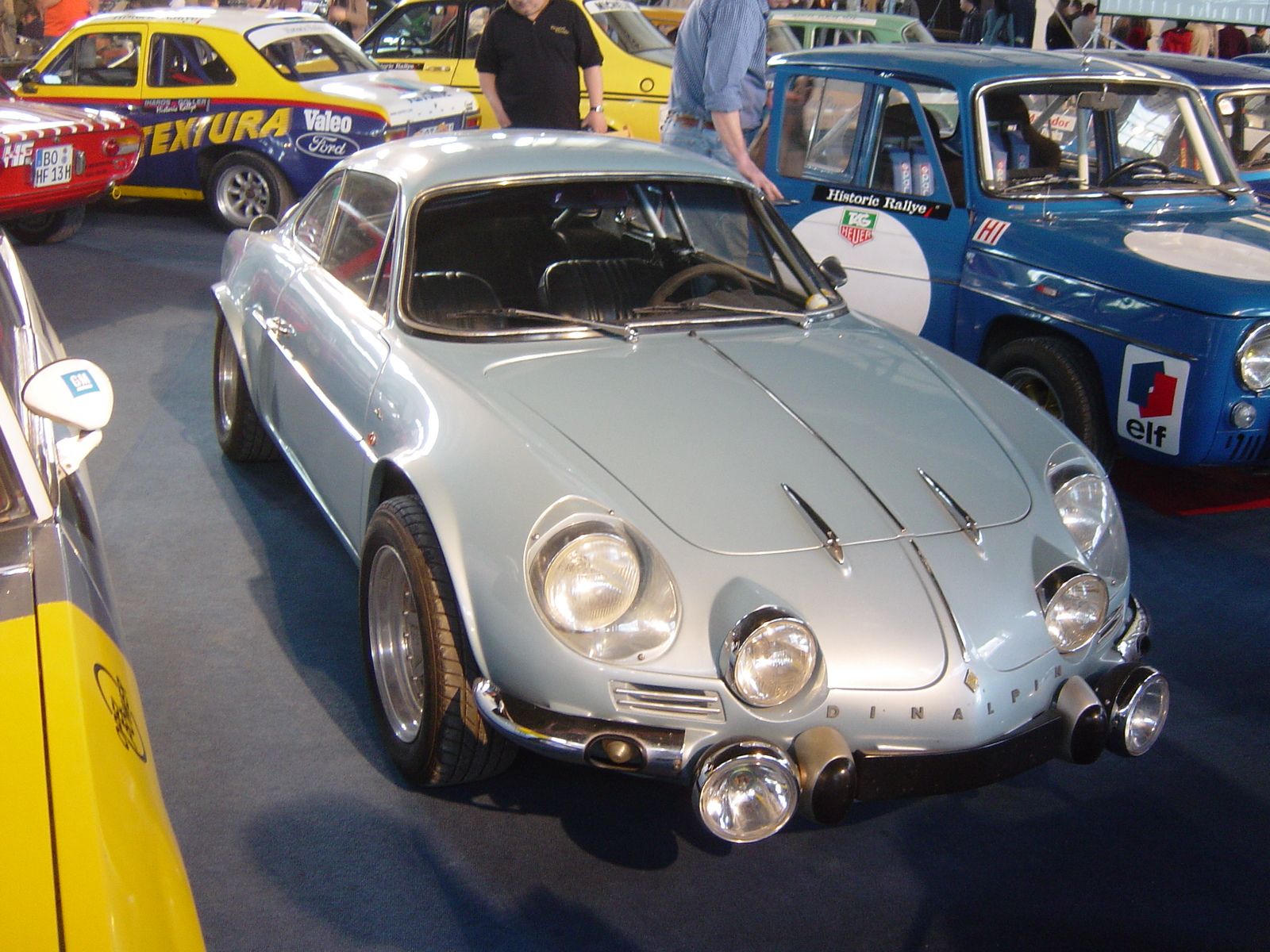
ルノー・アルピーヌ
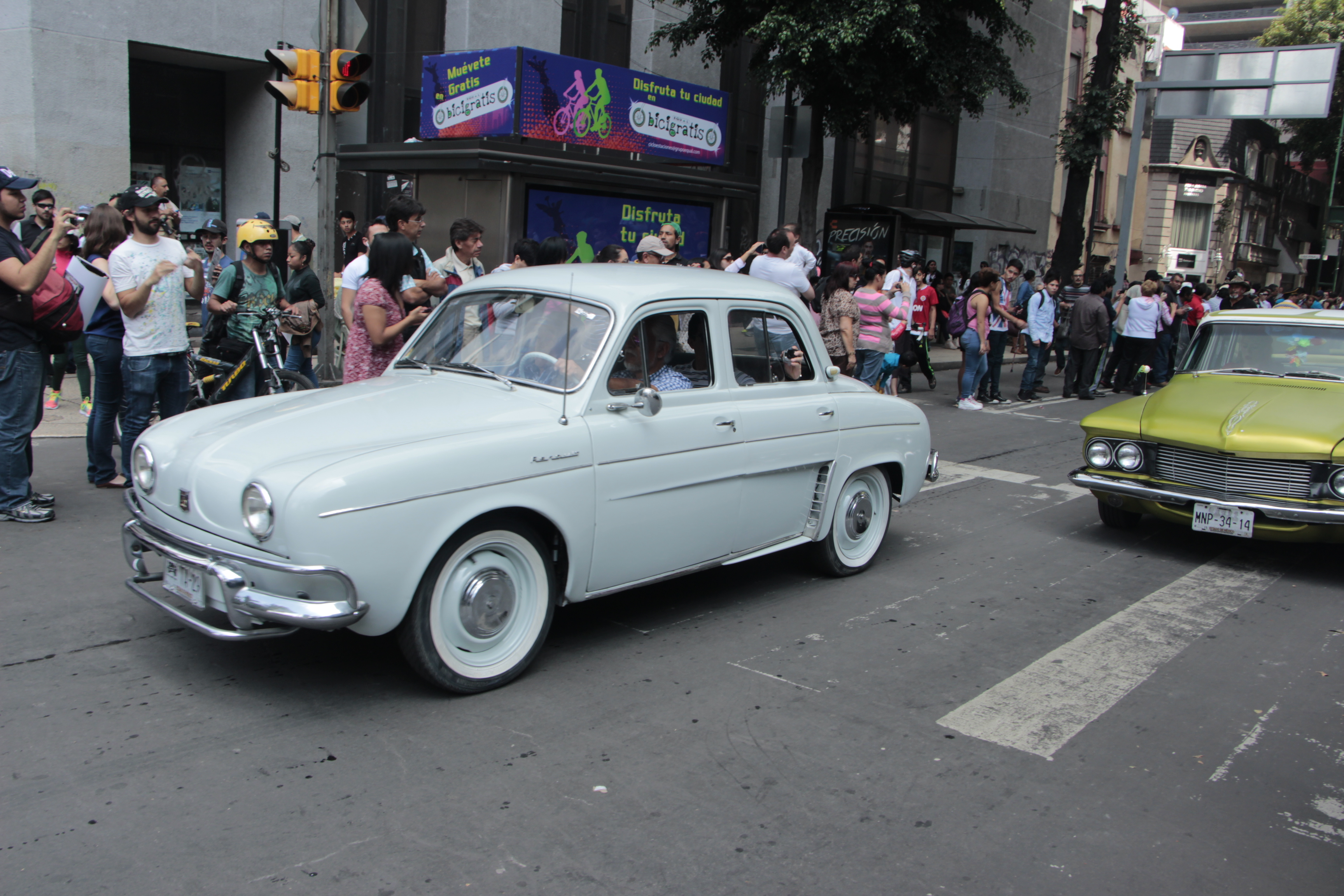
ルノー・ドーファン